# Jasad
Jasad ("corpo" in arabo) è una rivista culturale senza precedenti in lingua araba, pubblicata trimestralmente a Beirut, specializzata nelle arti, letterature e scienze del corpo.

## Storia
Fondata nel 2008, il primo numero della rivista Jasad è apparso in dicembre dello stesso anno e ha suscitato una grande polemica, perché tratta di argomenti, come sessualità ed erotismo, che sono tabù nelle società di lingua araba.
L'ideatrice, caporedattrice ed editrice della rivista è la scrittrice e giornalista libanese Joumana Haddad.